# Zgięcie prawe okrężnicy

Jelito grube z zaznaczoną kolorem okrężnicą
1. okrężnica wstępująca
2. okrężnica poprzeczna
3. okrężnica zstępująca
4. okrężnica esowata
Zgięcie wątrobowe jest pomiędzy częścią 1. i 2.

Zgięcie prawe okrężnicy (łac. flexura coli dextra), zgięcie wątrobowe okrężnicy (flexura coli hepatica) – w anatomii człowieka fragment okrężnicy łączący okrężnicę wstępującą i poprzeczną. Pomiędzy nimi może wytwarzać się kąt, zwykle prosty lub rozwarty, aczkolwiek jego obecność nie jest regułą w każdym przypadku. Zgięcie wątrobowe i część poprzeczna nie są dodatkowo połączone w przeciwieństwie do części wstępującej, pomiędzy którą i zgięciem prawym występuje luźna tkanka łączna.

## Położenie
Względem szkieletu: na wysokości VIII żebra, w linii pachowej środkowej.
Względem trzewi:
Z przodu przylega do wątroby, tworząc wycisk. Pomiędzy tymi dwoma narządami występuje też niezbyt mocne więzadło wątrobowo-okrężnicze, czepia się ono jednak okrężnicy już w części poprzecznej.
Z tyłu zgięcie graniczy z powięzią nerkową. Miejsce to położone jest w pobliżu nerki prawej (ściślej na przodzie jej dolnej części).